# Anténa

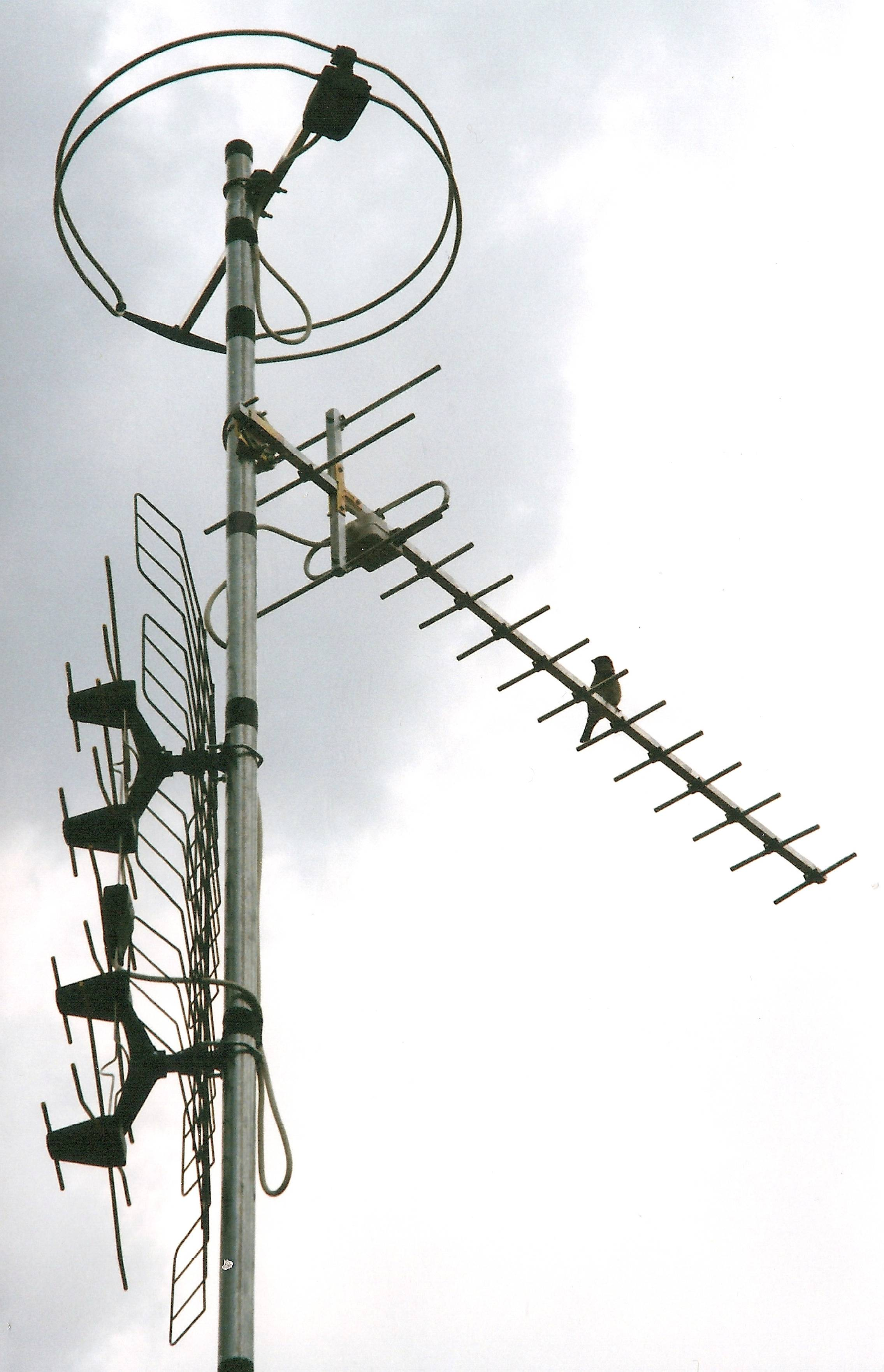
Anténní stožár s trojicí antén. Zcela nahoře skládaný dipól stočený do kruhu (všesměrovost) pro příjem rozhlasu v pásmu VHF (VKV), vpravo směrová anténa typu Yagi (tzv. rybí kost) pro skupinu televizních kanálů v pásmu UHF, vlevo dole širokopásmová plochá (tzv. matrace) příčná anténní soustava se čtveřicí celovlnných dipólů pro celé pásmo televizních kanálů v pásmu UHF.

Schematická značka antény

Anténa je elektrotechnické zařízení pro příjem nebo vysílání rádiových vln (rádiového signálu). Antény jsou používány pro příjem rozhlasu, televize, po roce 2000 jsou široce využívány pro mobilní telefony a Wi-Fi (bezdrátový přístup k Internetu). První anténu sestrojil v roce 1888 německý fyzik Heinrich Hertz. V roce 1895 započal Guglielmo Marconi vývoj antén pro reálný dálkový bezdrátový přenos signálů (telegraf).

## Charakteristika
Elektromagnetické vlny vyzařuje každý vodič, kterým prochází střídavý elektrický proud. Anténa je vodič upravený takovým způsobem, aby vyzařoval (nebo přijímal) maximální množství elektrické energie. Ne každé uspořádání vodičů zaručuje maximum vyzařované energie. Například kroucené dvojlinky, používané v telekomunikacích, mají množství vyzařované i přijímané (rušení) energie optimalizované na minimum.
Nejjednodušší anténa je vodič o délce násobku (nebo zlomku) vlnové délky vysílaného/přijímaného signálu, například délky čtvrt, půl, celé vlny, jejího dvojnásobku apod. (používají se tedy buď násobky půlvlny nebo její postupné dělení na poloviny). Podobně lze využít symetrický zářič, takzvaný anténní dipól (používán u tzv. Yagi antén).
Antény se dělí na antény přijímací a antény vysílací (v principu ale může každá anténa vysílat i přijímat):
- vysílací anténa – určena k přeměně elektrické energie na energii elektromagnetických vln
- přijímací anténa – slouží k přeměně energie elektromagnetických vln na elektrickou energii
- přijímací a vysílací zároveň – příjem a vysílání probíhají postupně, nikoliv zároveň

Prutová anténaPrutová anténa je vodič vhodné délky, jehož délka odpovídá násobku (nebo zlomku) vlnové délky vysílaného/přijímaného signálu. Jedná se o všesměrovou anténu, která se používá například u domácích Wi-Fi routerů. Pokud je vodič svislý (vertikálně), vyzařované pole se šíří všemi směry horizontálně. Čím je vodič vůči délce vlny delší, tím je vyzařované pole plošší (více pouze horizontální) a anténa má i větší zisk. Naopak čím je vodič kratší než délka vlny (tj. polovina, čtvrtina), tím více vyzařuje i směrem nahoru a dolů.
Yagi anténaYagi anténa je směrová. Využívá anténní dipól jako zářič a pro zvýšení směrovosti direktory (před dipólem) a reflektory (zrcadlo za dipólem). Zúžením prostoru, ze kterého anténa přijímá (do kterého vysílá) se dosahuje vyššího zisku a při příjmu zároveň i vyšší odolnosti vůči okolnímu rušení.
Parabolická anténaParabolické antény jsou vysoce směrové a používají se často pro příjem satelitního televizního vysílání, ale i připojení k Internetu, zajištění přímých televizních přenosů a podobně.

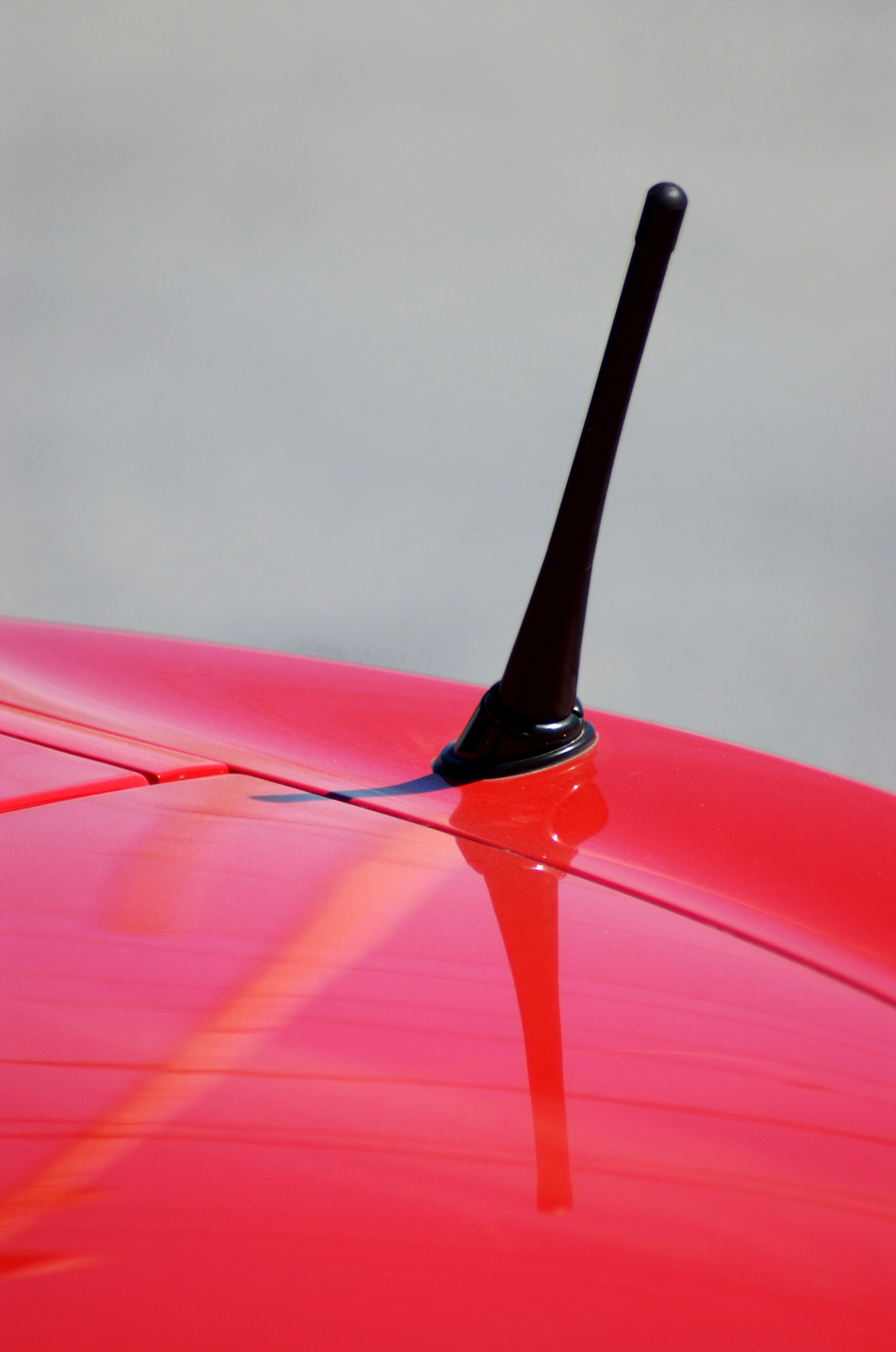
Všesměrová prutová anténa na automobilu pro příjem rozhlasu.
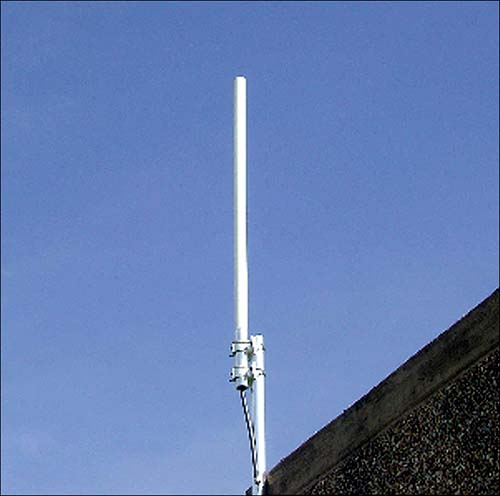
Všesměrová prutová venkovní anténa pro Wi-Fi.
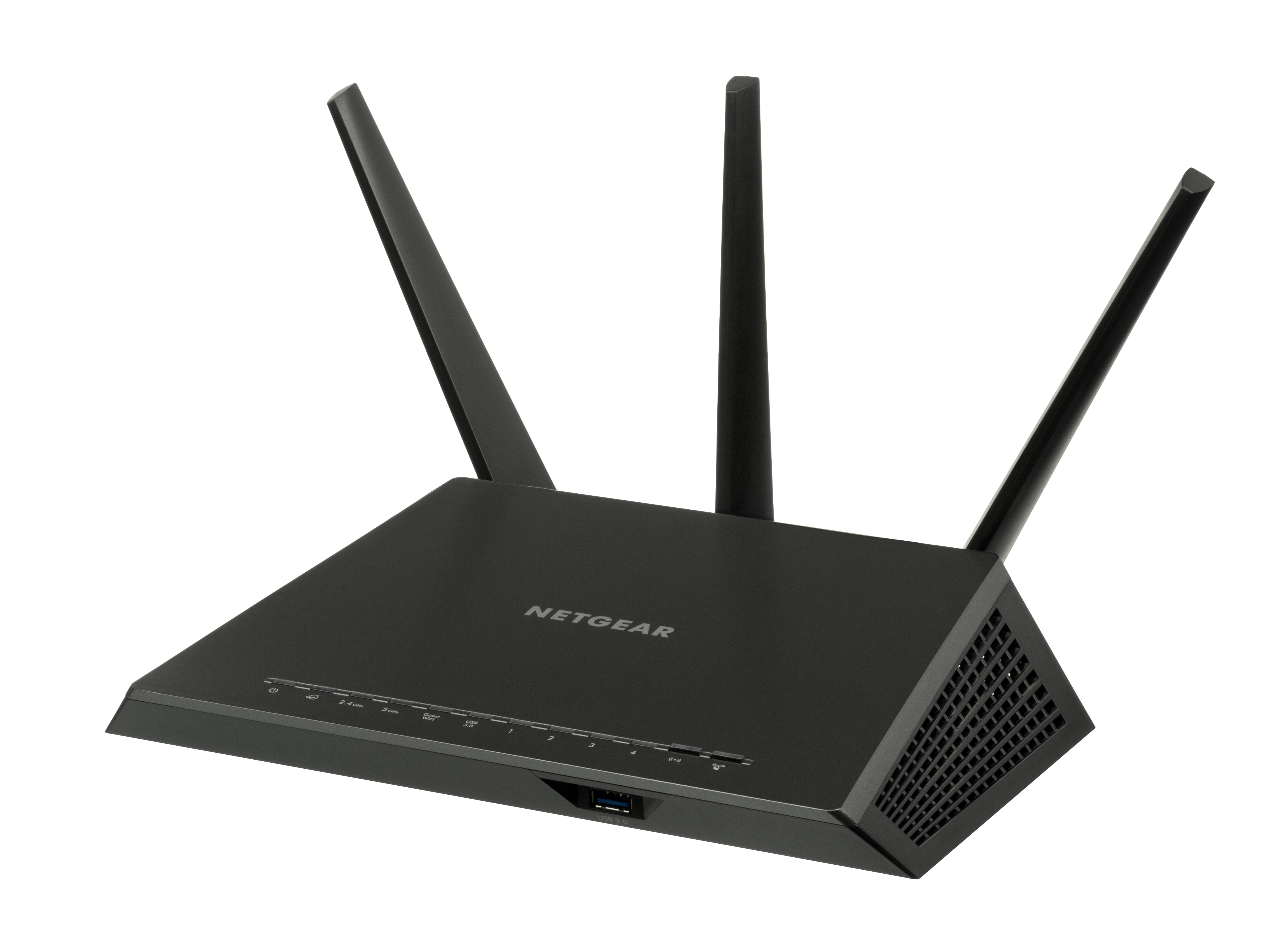
Všesměrové prutové antény na domácím Wi-Fi routeru (přístupový bod).
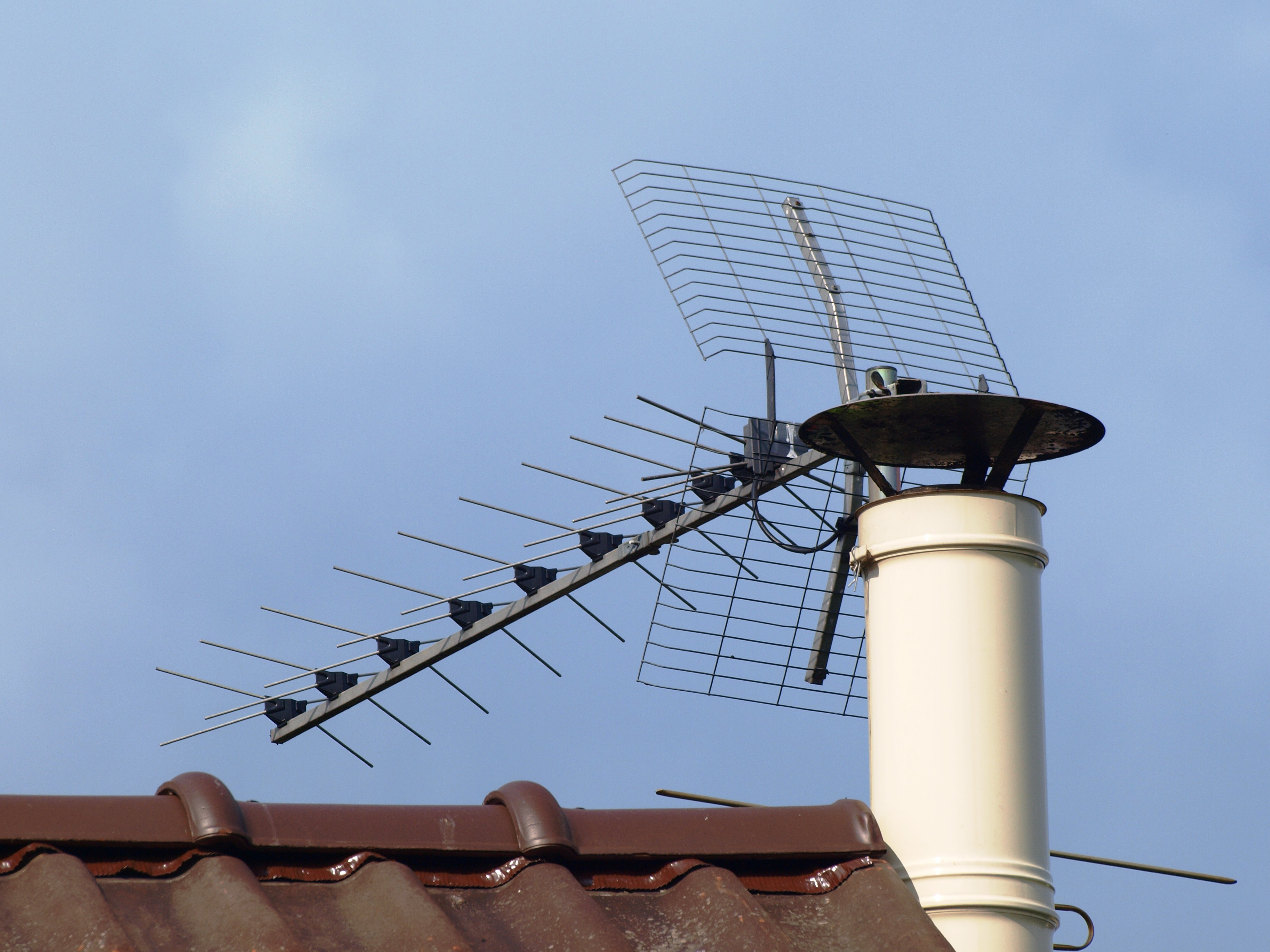
Yagi anténa pro příjem televizního vysílání.
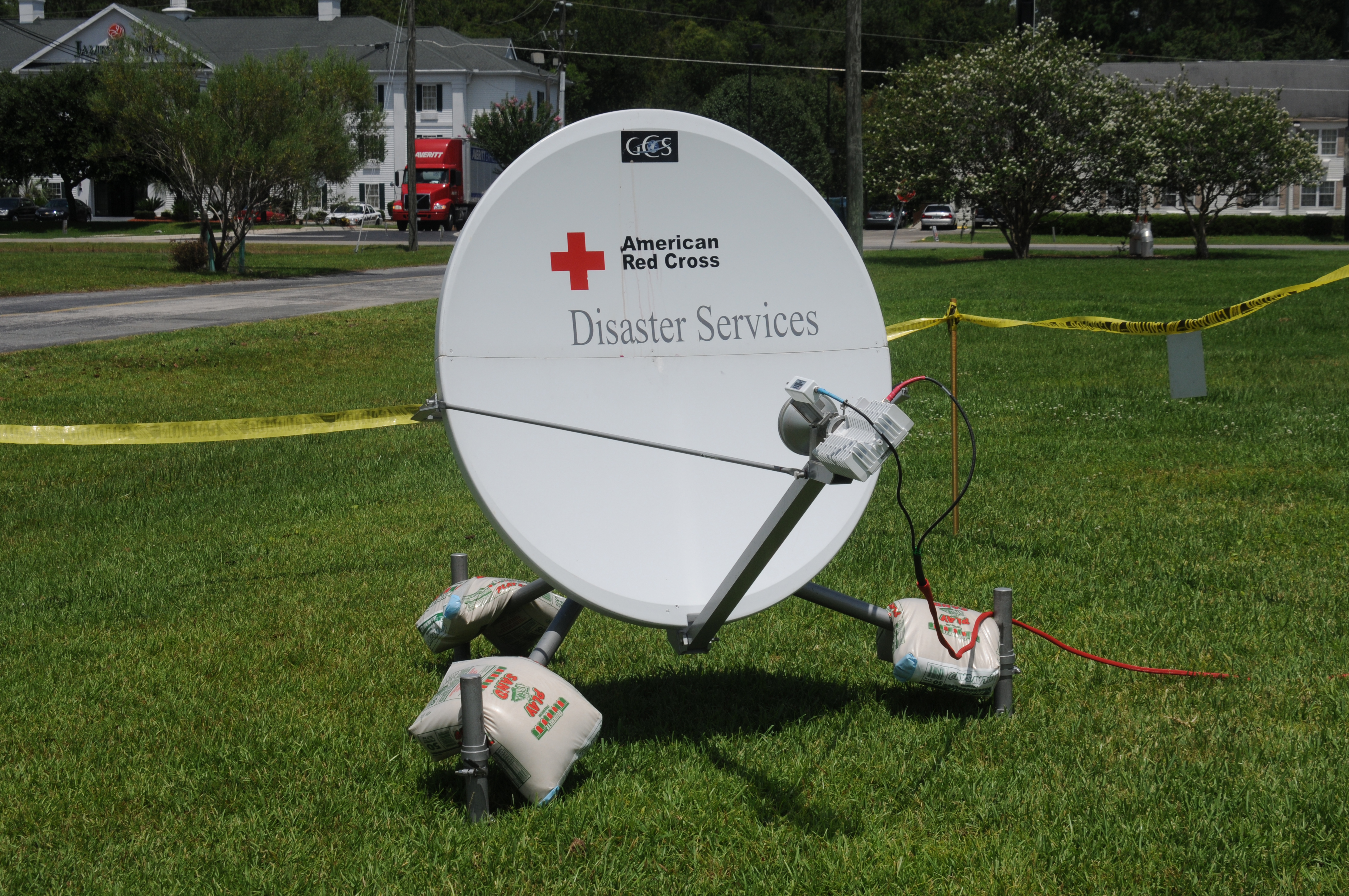
Parabolická anténa pro komunikaci přes satelit.

## Technické parametry antén
Vlastnosti antén popisujeme následujícími parametry:
- zisk antény – udává, kolikrát větší výkon přijímací anténa poskytuje buď vůči půlvlnnému dipólu nebo vůči teoretické dokonale všesměrové anténě, tzv. izotropnímu zářiči; jednotkou je 1 decibel; zkratkou dBi se vyjadřuje zisk antény v porovnání s izotropní anténou, dBd zisk v porovnání s půlvlnným dipólem. Místo dBd se častěji setkáme jenom s označením dB. Platí dBi = 2,16 + dBd (půlvlnný dipól má zisk 2,16 dB vůči izotropnímu zářiči); antény typu Yagi mívají zisk 6-15 dB oproti půlvlnnému dipólu, parabolické antény mívají zisk desítky dB
- šířka přenášeného pásma – udává šířku přenášeného frekvenčního pásma
- impedance antény Z [Ω] – je vlastní impedance, která by měla být reálná (bez imaginární složky); Impedance antény musí být alespoň přibližně stejná jako impedance přívodního kabelu, aby nedocházelo k odrazům a k nárůstu odraženého výkonu – pokud tomu tak není, používá se tzv. impedančních transformátorů, které jsou obvykle spojeny se symetrizačními členy. V TV technice mají takřka všechny antény impedanci 300 ohmů, ta se přímo u svorek antény transformuje na impedanci koaxiálního kabelu – ta je obvykle 75Ω.
- polarizace – při pozemním vysílání se používají lineární polarizace (horizontální nebo vertikální), při satelitním příjmu se používá i kruhová nebo eliptická polarizace (rozlišuje se levotočivá a pravotočivá)
- směrovost antény – jedná se o schopnost antény vyzařovat/přijímat elektromagnetické vlny v požadovaném směru, tuto směrovost posuzujeme dle tzv. vyzařovacích charakteristik. Vyzařovací charakteristiky se dělí na:
  - vertikální (řez svislou rovinou)
  - horizontální (řez horizontální rovinou)
- vyzařovací úhel antény – tento úhel je dán tzv. směrovým diagramem a vypočítavá se jako rozdíl úhlů bodů, kde je pokles signálu o 3dB.
- efektivní délka antény – je taková délka, kterou prochází rovnoměrně rozložený vysílací (přijímací) proud.
- činitel zpětného příjmu – vyjadřuje základní směrovost antény
- součinitel směrovosti – D – udává, kolikrát musíme zvýšit výkon vysílače při přechodu z měřené antény (např. směrové) na referenční (všesměrovou), abychom dosáhli v libovolném místě příjmu stejné intenzity EMG jako s anténou měřenou; souvisí přímo se ziskem antény

Pro vysílací antény je důležitý i maximální přiváděný výkon.

## Konstrukce antén
Známe antény pro DV, SV, KV, VKV. Pro tyto antény je charakteristické, že jejich rozměry jsou malé, hlavně v porovnání s délkou vln. Anténa může mít různá provedení. Výjimkou jsou antény pro VKV, jejichž rozměr je obvykle čtvrtina nebo polovina vlnové délky.
- vertikální zářič – známe ho v provedení nesymetrickém, kdy jedna část je u země odizolována tzv. patním izolátorem (stožárové vysílače); tyto antény se většinou používají jako vysílací
- drátová anténa – nejjednodušší anténa, která může být ve vertikální nebo horizontální formě, její rozměry jsou takřka libovolné, ale parametry poměrně špatné
  - prutová anténa – běžně používaná anténa na ručních přenosných vysílačkách a walkie-talkie. U policie jde o postupně se zužující svazek tuhých drátů, aby se neohýbal pod vlastní vahou, tedy na mechanickém principu vetknutého nosníku a skládané listové pružiny jako pod dostavníkem, který má špici stočenou do oka pro menší rozměry. Prutová anténa na domácích FM rádiích bývá naopak skládací, zasouvací do sebe, tzv. teleskopická.
- rámová anténa – Tato speciální anténa pro nižší kmitočty (max. desítky MHz) se směrovým účinkem je vlastně laděný paralelní obvod s velikou cívkou. Funguje na principu indukce magnetické složky elektromagnetického vlnění ve vinutí cívky.
- feritová anténa – je tvořena feritovou tyčinkou 10–15 cm dlouhou s průměrem do 1 cm, na tuto tyčinku je navinuta cívka. Výhoda této antény je, že ferit má značnou permeabilitu, a proto dobře soustřeďuje magnetické pole. Výsledné rozměry antény tak vycházejí menší než rámová anténa o stejném zisku.
- parabolická anténa
- smyčková anténa

K příjmu VKV a vyšších pásem se používají tzv. laděné dipóly. Je to vlastně laděná anténa, která má geometrickou délku odpovídající přibližně polovině vlnové délky (polovině půlvlny) elektromagnetické vlny.
| Název                     | tvar | vlnová délka                                                                                  | zisk           |
| ------------------------- | ---- | --------------------------------------------------------------------------------------------- | -------------- |
| Čtvrtvlnný monopól / prut |      | {\displaystyle \lambda =4l\rightarrow l={\frac {\lambda }{4}}}                                | 2,15dBi / 0dBd |
| Půlvlnný dipól            |      | {\displaystyle \lambda =2l\rightarrow l={\frac {\lambda }{2}}}                                | 2,15dBi / 0dBd |
| Smyčková anténa           |      | {\displaystyle \lambda =obvod\rightarrow l={\frac {\lambda }{4}};r={\frac {\lambda }{2\pi }}} | desítky dBi    |

### Podélné anténní soustavy nazývané Yagi
D – Direktor

R – Reflektor

Z – Dipól (zářič se zdrojem)

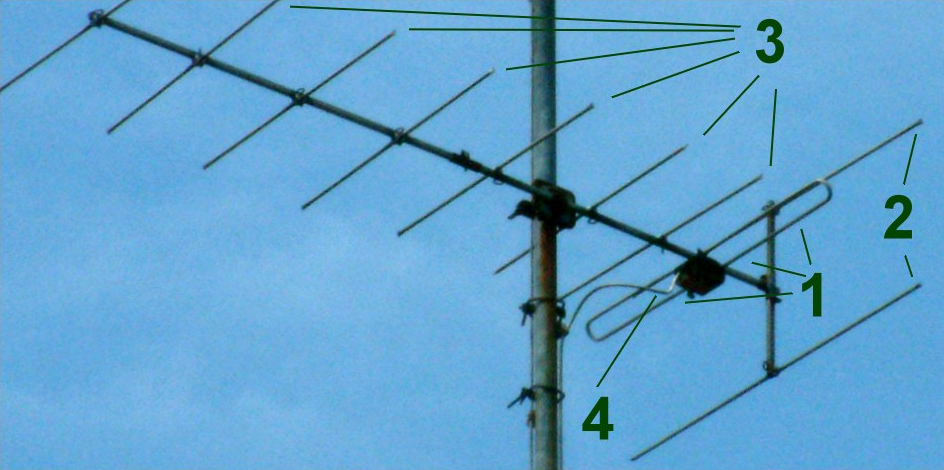
Anténa typu Yagi pro příjem signálu s horizontální polarizací, 1: zářič tvořený skládaným dipólem, 2: reflektory, 3: direktory, 4: napájecí kabel

Tento anténní systém se nazývá podle japonského objevitele Yagiho. Tento typ antény je pro svou jednoduchost často používán pro rozhlas na VKV a všechna televizní pásma. Hlavním znakem antény je, že k dipólu je připojen VF napáječ, proto dipól nazýváme zářičem. Mimo tohoto zářiče přidáváme další prvky – direktory a reflektory, přičemž reflektor bývá o 5–7% delší než zářič. Direktor se nastavuje do dopadu elektromagnetických vln. Činnost těchto prvků spočívá v tom, že zachycují značnou část energie vyzářené vlastním zařízením. Tu spojí s energií přijatou z dopadu elektromagnetických vln. Pasivní prvek je vždy spojen rovnoběžně se zářičem, a je v tzv. rovině příjmu. Musí se dbát na to, aby se nerušila energie vyzářená a přijatá. Čím více pasivních prvků má anténa, tím lepší bude mít vlastnosti. Nejlepší příjem má z jednoho směru (tam, kam míří direktory).
Tato anténa představuje nejjednodušší možnost příjmu pro VKV a UKV pásmo (též označované jako UHF), kanály 21–60.
Anténu Yagi lze různě kombinovat do patřičných soustav či jiných zapojení.

### Příčné anténní soustavy
Tyto antény jsou zpravidla širokopásmové, nejvíce se používají ve 4. a 5. televizním pásmu.
Příčné soustavy mají anténní prvky, tj. zářič s jedním reflektorem, umístěny v rovině kolmé na směr vln.
Jako aktivní zářič se používá celovlnný dipól. v místě nulového napětí tj. ve středu dipólu můžeme uzemnit – přichytit k anténní konstrukci. Nevýhodou této antény je malá směrovost.